# Cremna cuyabaensis
Cremna cuyabaensis är en fjärilsart som beskrevs av Talbot 1928. Cremna cuyabaensis ingår i släktet Cremna och familjen Riodinidae. Inga underarter finns listade i Catalogue of Life.